# Lavigny (Jura)
Pour les articles homonymes, voir Lavigny.
Lavigny est une commune française située dans le département du Jura, dans la région culturelle et historique de Franche-Comté et la région administrative Bourgogne-Franche-Comté.

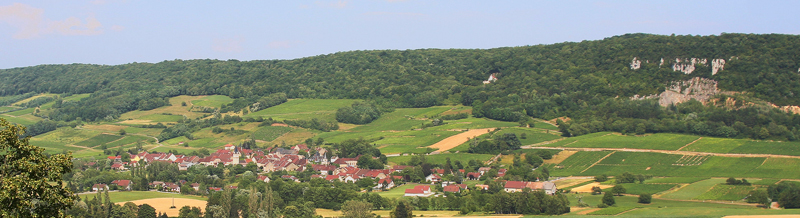
Vue du village de Lavigny dans son environnement.

## Géographie
Lavigny se trouve dans le centre du département du Jura  à 7 km au nord-est de Lons-le-Saunier. Situé à 320 m d’altitude, le village est adossé aux contreforts du Revermont.
La commune dénombre aujourd’hui un peu moins de 400 habitants.

### Climat
Pour des articles plus généraux, voir Climat de la Bourgogne-Franche-Comté et Climat du département du Jura.
En 2010, le climat de la commune est de type climat de montagne, selon une étude du Centre national de la recherche scientifique s'appuyant sur une série de données couvrant la période 1971-2000. En 2020, Météo-France publie une typologie des climats de la France métropolitaine dans laquelle la commune est exposée à un climat semi-continental et est dans la région climatique  Jura, caractérisée par une forte pluviométrie en toutes saisons (1 000 à 1 500 mm/an), des hivers rigoureux et un ensoleillement médiocre. 
Pour la période 1971-2000, la température annuelle moyenne est de 10,5 °C, avec une amplitude thermique annuelle de 17,4 °C. Le cumul annuel moyen de précipitations est de 1 357 mm, avec 13,4 jours de précipitations en janvier et 9,1 jours en juillet. Pour la période 1991-2020, la température moyenne annuelle observée sur la station météorologique de Météo-France la plus proche, « Lons le Saunier », sur la commune de Montmorot à 7 km à vol d'oiseau, est de 11,8 °C et le cumul annuel moyen de précipitations est de 1 147,4 mm. 
La température maximale relevée sur cette station est de 39,8 °C, atteinte le 12 août 2003 ; la température minimale est de −19,6 °C, atteinte le 9 janvier 1985,,. 
Les paramètres climatiques de la commune ont été estimés pour le milieu du siècle (2041-2070) selon différents scénarios d'émission de gaz à effet de serre à partir des nouvelles projections climatiques de référence DRIAS-2020. Ils sont consultables sur un site dédié publié par Météo-France en novembre 2022.

## Urbanisme

### Typologie
Au 1er janvier 2024, Lavigny est catégorisée commune rurale à habitat dispersé, selon la nouvelle grille communale de densité à sept niveaux définie par l'Insee en 2022.
Elle est située hors unité urbaine. Par ailleurs la commune fait partie de l'aire d'attraction de Lons-le-Saunier, dont elle est une commune de la couronne,. Cette aire, qui regroupe 139 communes, est catégorisée dans les aires de 50 000 à moins de 200 000 habitants,.

### Occupation des sols
L'occupation des sols de la commune, telle qu'elle ressort de la base de données européenne d’occupation biophysique des sols Corine Land Cover (CLC), est marquée par l'importance des territoires agricoles (57,1 % en 2018), une proportion identique à celle de 1990 (57,1 %). La répartition détaillée en 2018 est la suivante : 
zones agricoles hétérogènes (38,3 %), forêts (37 %), cultures permanentes (17,6 %), zones urbanisées (5,9 %), prairies (1,3 %). L'évolution de l’occupation des sols de la commune et de ses infrastructures peut être observée sur les différentes représentations cartographiques du territoire : la carte de Cassini (XVIIIe siècle), la carte d'état-major (1820-1866) et les cartes ou photos aériennes de l'IGN pour la période actuelle (1950 à aujourd'hui).

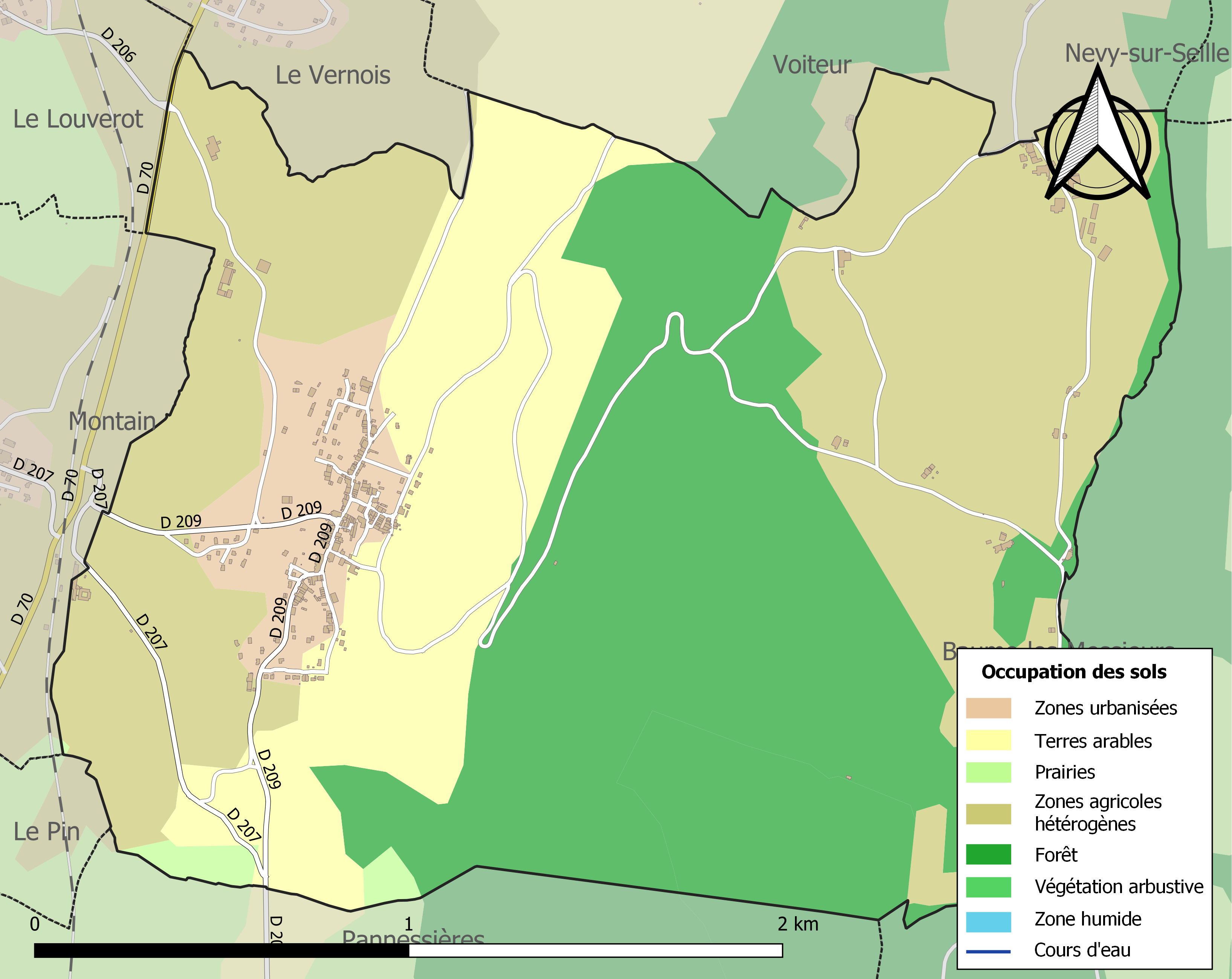
Carte des infrastructures et de l'occupation des sols de la commune en 2018 (CLC).

## Économie

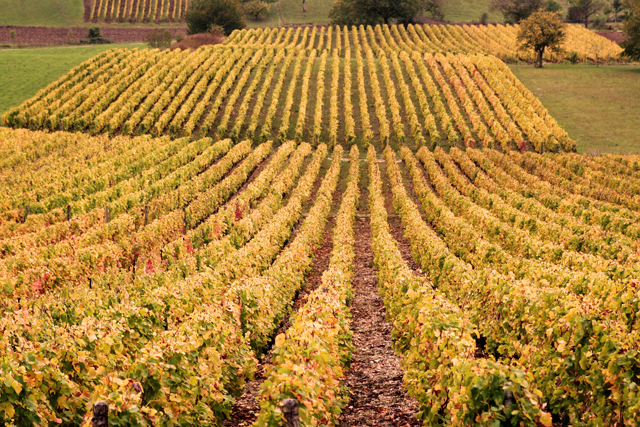
Le vignoble "doré" de Lavigny

La commune a une forte activité agricoale avec plusieurs viticulteurs, quelques exploitations agricoles et une fromagerie (ou fruitière) sont implantées sur la commune.

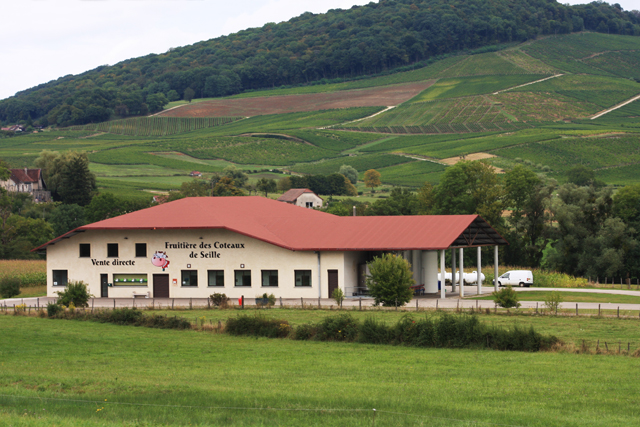
Fruitière des Coteaux de Seille

Une maison d'enfants occupe les locaux d'un ancien domaine dénommé « Le Vieux Château » dont elle a repris le nom, rue du Quart-d'Amont. Le domaine a été acheté en 1973 par l'Œuvre des pupilles de l’enseignement public du Jura qui en est l'association gestionnaire.
Lavigny a une activité touristique, avec la route des vins du Jura traverse la commune et plusieurs structures d'hébergement proposent d'accueillir les visiteurs.

## Histoire
L’origine étymologique de ce nom n’a rien à voir avec la vigne. Selon l'ouvrage Les noms de lieux du Jura de Gérard Taverdet, le nom provient vraisemblablement du nom d'un Gallo-Romain, dénommé Lavinius.
Au XIIe siècle, il eût l’influence de l’abbaye de Baume-les-Messieurs qui possédait le territoire de Lavigny. En 1252, Lavigny devint membre de la baronnie du Pin.
Après l'assassinat d'Henri IV par François Ravaillac le 14 mai 1610, ses proches sont contraints à l'exil hors du royaume de France. Ils s'installent au hameau de Rosnay, dépendant de Lavigny, la Franche-Comté fait alors partie du Saint-Empire romain germanique. Leur nom de Ravaillac, qu'ils avaient pu conserver contrairement au reste de la famille restée en France semble avoir évolué par la suite en Ravoyard et Ravaillard.
Lavigny est depuis très longtemps un village viticole. À la fin du XIXe siècle, une grande partie de son vignoble fut frappée par le phylloxera. Aujourd'hui, la culture de la vigne demeure importante même s'il ne reste qu'une demi-douzaine de vignerons. Il y a aussi quelques agriculteurs, qui pratiquent l'élevage.

## Politique et administration
| Période   | Période  | Identité                | Étiquette       | Qualité |
| --------- | -------- | ----------------------- | --------------- | ------- |
| mars 2001 | 2008     | Louis Marielle          |                 |         |
| 2008      | 2014     | Didier Boutin           |                 |         |
| 2014      | En cours | Luc Michaud-Gros-Benoît | Sans étiquettes |         |

## Démographie
L'évolution du nombre d'habitants est connue à travers les recensements de la population effectués dans la commune depuis 1793. Pour les communes de moins de 10 000 habitants, une enquête de recensement portant sur toute la population est réalisée tous les cinq ans, les populations de référence des années intermédiaires étant quant à elles estimées par interpolation ou extrapolation. Pour la commune, le premier recensement exhaustif entrant dans le cadre du nouveau dispositif a été réalisé en 2006.

En 2022, la commune comptait 383 habitants, en évolution de +2,13 % par rapport à 2016 (Jura : −0,81 %, France hors Mayotte : +2,11 %).
| 1793 | 1800 | 1806 | 1821 | 1831 | 1836 | 1841 | 1846 | 1851 |
| ---- | ---- | ---- | ---- | ---- | ---- | ---- | ---- | ---- |
| 581  | 543  | 626  | 570  | 534  | 532  | 529  | 504  | 519  |

| 1856 | 1861 | 1866 | 1872 | 1876 | 1881 | 1886 | 1891 | 1896 |
| ---- | ---- | ---- | ---- | ---- | ---- | ---- | ---- | ---- |
| 478  | 491  | 501  | 506  | 513  | 517  | 502  | 505  | 508  |

| 1901 | 1906 | 1911 | 1921 | 1926 | 1931 | 1936 | 1946 | 1954 |
| ---- | ---- | ---- | ---- | ---- | ---- | ---- | ---- | ---- |
| 466  | 452  | 456  | 381  | 408  | 363  | 338  | 318  | 336  |

| 1962 | 1968 | 1975 | 1982 | 1990 | 1999 | 2006 | 2011 | 2016 |
| ---- | ---- | ---- | ---- | ---- | ---- | ---- | ---- | ---- |
| 331  | 308  | 347  | 401  | 373  | 363  | 364  | 370  | 375  |

| 2021 | 2022 | - | - | - | - | - | - | - |
| ---- | ---- | - | - | - | - | - | - | - |
| 384  | 383  | - | - | - | - | - | - | - |

## Lieux et monuments

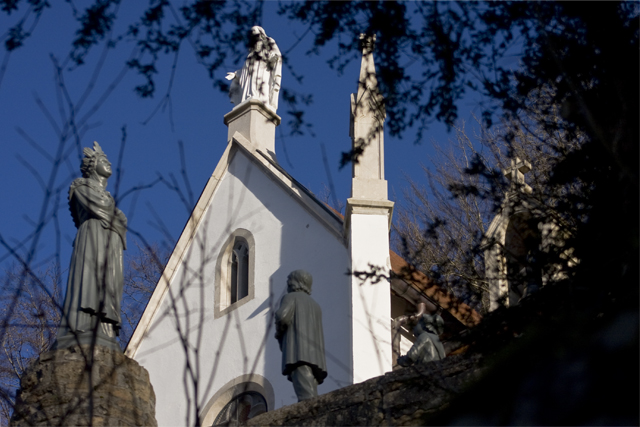
Notre-Dame de la Salette de Lavigny

- Notre-Dame de la Salette, chapelle construite entre 1856 et 1862, restaurée en 2011.

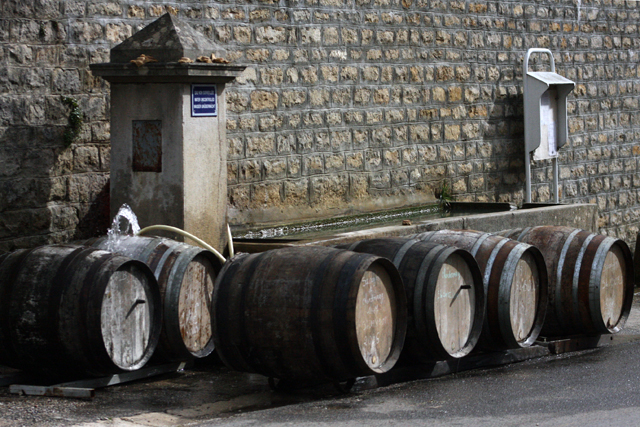
Une des fontaines de Lavigny située rue du Château

- Château de Lavigny, construit en 1876 à l'emplacement d'une ancienne maison de maître dont on a conservé les caves voûtées d'après les plans de l'architecte Roy. Il est en forme de L avec une tour carrée et une tour ronde et à l'avant, deux tourelles en briques. Il est la propriété de ppartient à la comtesse de Dreuille[19]
- Plusieurs fontaines assuraient l'approvisionnement en eau des villageois, dont celle située rue du Château (voir photo).

### Voies
| 25 odonymes recensés à Lavigny au 12 novembre 2013 | 25 odonymes recensés à Lavigny au 12 novembre 2013 | 25 odonymes recensés à Lavigny au 12 novembre 2013 | 25 odonymes recensés à Lavigny au 12 novembre 2013 | 25 odonymes recensés à Lavigny au 12 novembre 2013 | 25 odonymes recensés à Lavigny au 12 novembre 2013 | 25 odonymes recensés à Lavigny au 12 novembre 2013 | 25 odonymes recensés à Lavigny au 12 novembre 2013 | 25 odonymes recensés à Lavigny au 12 novembre 2013 | 25 odonymes recensés à Lavigny au 12 novembre 2013 | 25 odonymes recensés à Lavigny au 12 novembre 2013 | 25 odonymes recensés à Lavigny au 12 novembre 2013 | 25 odonymes recensés à Lavigny au 12 novembre 2013 | 25 odonymes recensés à Lavigny au 12 novembre 2013 | 25 odonymes recensés à Lavigny au 12 novembre 2013 | 25 odonymes recensés à Lavigny au 12 novembre 2013 |
| Allée                                              | Avenue                                             | Bld                                                | Chemin                                             | Cours                                              | Impasse                                            | Montée                                             | Passage                                            | Place                                              | Quai                                               | Rd-point                                           | Route                                              | Rue                                                | Ruelle                                             | Autres                                             | Total                                              |
| -------------------------------------------------- | -------------------------------------------------- | -------------------------------------------------- | -------------------------------------------------- | -------------------------------------------------- | -------------------------------------------------- | -------------------------------------------------- | -------------------------------------------------- | -------------------------------------------------- | -------------------------------------------------- | -------------------------------------------------- | -------------------------------------------------- | -------------------------------------------------- | -------------------------------------------------- | -------------------------------------------------- | -------------------------------------------------- |
| 0                                                  | 0                                                  | 0                                                  | 3                                                  | 0                                                  | 0                                                  | 0                                                  | 0                                                  | 1                                                  | 0                                                  | 0                                                  | 0                                                  | 19                                                 | 1                                                  | 1                                                  | 25                                                 |
| Notes « N »                                        |                                                    |                                                    |                                                    |                                                    |                                                    |                                                    |                                                    |                                                    |                                                    |                                                    |                                                    |                                                    |                                                    |                                                    |                                                    |
| Sources : rue-ville.info                           |                                                    |                                                    |                                                    |                                                    |                                                    |                                                    |                                                    |                                                    |                                                    |                                                    |                                                    |                                                    |                                                    |                                                    |                                                    |

## Personnalités liées à la commune
- Famille Ravaillac, condamnée à l'exil hors du royaume de France après le régicide commis par François Ravaillac en 1610.